# 交響曲イ長調 (サン＝サーンス)
交響曲イ長調（こうきょうきょくイちょうちょう）は、カミーユ・サン＝サーンスが1850年に作曲した交響曲。習作のひとつと考えられ、作曲者が初めて完成させた交響曲でありながらも未出版のままとなっていた。

## 概要
サン＝サーンスは出版された3曲の交響曲の他に2曲の交響曲を書き、それらに加えて3曲の構想を残しているという。断片として残されている作品には13歳頃であった1848年に作曲されたとみられる変ロ長調の交響曲（第1楽章全体と第2楽章の一部）、1850年頃に作曲されたとみられるニ長調の交響曲がある。そうした作品を経て、交響曲として最初に完成されたのがイ長調の本作である。
作曲当時のサン＝サーンスはまだ15歳で、まだパリ音楽院でジャック・アレヴィに作曲の教えを受ける前だったのではないかと思われる。当時はアレヴィやマイアベーアがオペラの新作を発表していたが、それらに対するサン＝サーンスの反応は冷淡であった。一方、彼が範としたのがナポレオン・アンリ・ルベルであり、後年このように述懐している。「[ルベルの]精神は意識的に過去を振り返り、彼の振る舞いの絶妙な雅やかさは心に古き時代の観念を運んでくれる。（中略）彼の音楽の中では、一音たりとも多すぎたりはしない。」
交響曲という楽曲形式は当時のフランスの楽壇では重要視されておらず、単に音楽院を卒業した学生の作曲技術を測るための技術課題と看做されているに過ぎなかった。未熟さを示すこの作品もおそらく習作のひとつと思われ、そうした時代背景を念頭に置き解釈する必要がある。とはいえ、本作には15歳の少年の作品としては驚くべき技術力、発想力の発露がみられる。

## 楽曲構成
2つずつの木管楽器、トランペット、ティンパニと弦五部という編成になっており、演奏時間は約25分半。

### 第1楽章
Poco adagio - Allegro vivace 4/4拍子 イ長調
序奏付きソナタ形式。ゆったりとした序奏に続いてアレグロの主部に入り、主題が提示される（譜例1）。主題の後半部は序奏に由来している。
譜例1
第1主題から派生した推移を経て、クラリネットからホ長調で第2主題が提示される（譜例2）。その終わりに挿入される全休止は、ウィーン古典派の作曲家が用いた手法を借用したものである。
譜例2
第1主題に基づく結尾を置いて提示部が反復される。展開部は譜例2を奏して進められ、そこに譜例1の8分音符の音型が付いて回る。8分音符の音型を奏しながらト短調、ニ短調、イ短調、ホ短調と転調を繰り返し、イ長調へ戻って静まっていく。再現部では推移を省略して第1主題のすぐ後に第2主題が再現され、結尾を置いて強奏によって終了する。なお、この楽章に登場する4音からなるモチーフが、モーツァルトの交響曲第41番終楽章に現れる、いわゆる「ジュピター音型」に類似すると指摘する声もある。

### 第2楽章
Larghetto 3/4拍子 ニ長調
三部形式。4小節の序奏に続いて弦楽器によって主題が奏される（譜例3）。これは木管を伴って繰り返され、さらに関連する旋律が奏されていく。
譜例3
中間部はミノーレとなり、ニ短調に転じる（譜例4）。この主題が反復された後、関連する後半主題が出され、同じく繰り返される。
譜例4
譜例3が木管のアルペッジョを伴って再現されると、曲は新しい主題に基づく50小節にわたる展開へ入る。こうした構成はハイドンの楽曲等に先例があるとはいえ、ここでは収まりの悪さがあることは否めない。最後に多層的な伴奏の上に譜例3が再現され、楽章は静かに結ばれる。

### 第3楽章
Scherzo vivace 3/4拍子 イ長調
スケルツォ。編成は縮小され、フルート、オーボエと弦楽器のみとなる。そういった事情も踏まえると、このスケルツォが交響曲作曲に際して書かれたものであるのか、もしくは以前に別の目的で作られたものであるのかには議論の余地があるとされる。曲は楽章はまず譜例5によって開始する。
譜例5
最初のセクションが反復され、譜例5の開始の3音で始まる次のセクションも反復される。トリオはニ長調となり、オーボエが弦楽器の伴奏に支えられて新しい主題を奏する。トリオ前半が反復され、後半では同じ主題がごく短いフガートを形成するのが特徴的である。調性の推移のための結尾がつき、ダ・カーポでスケルツォ部へと戻って終了する。

### 第4楽章
Allegro molto 4/4拍子 - Presto 2/4拍子 イ長調
ソナタ形式。この楽章の軽快さ、急速さはハイドンを想起させる。序奏はなく、主題の提示によって開始される（譜例6）。
譜例6
主題の確保にあたり楽器が増えて声部は厚みを増す。主題の素材によって推移し、ホ長調となって第2主題が提示される（譜例7）。
譜例7
そのままの勢いでコデッタへと進んでいき、急に音量を静めて提示部冒頭へ戻る。展開部は8分音符の連打を伴ったままニ長調で開始するが、イ短調から5度ずつ上昇する形で転調を繰り返して嬰ハ短調へ至る。やがてニ長調で新しい旋律を木管が奏し、曲は再現部へと進む。再現部は提示部とは異なり、譜例6の第1主題にはトゥッティによるフォルティッシモのアクセントが入り、第2主題は完全に省略される。そのまま2/4拍子、プレストのコーダに入ると、これまでに楽章中に出た素材を使わずに駆け抜けて、華やかに全曲を締めくくる。